# Château La Verrerie
Le Château La Verrerie est un domaine viticole situé en Provence, à Puget (Vaucluse), au sud du Parc naturel régional du Luberon.
Le domaine s’étend sur plus de 155 ha dont 54 ha de vignes et 7,5 ha d’oliviers. Les vins de Château La Verrerie sont parmi les plus reconnus de l’AOC Luberon[réf. nécessaire]. Olivier Adnot en est le directeur général et œnologue.

## Histoire du domaine
Le domaine porte le nom d’un lieu-dit où se situait jadis une fabrique de verre.
C’est en 1981 que Jean-Louis Descours acquiert le domaine qui comprend au départ 20 ha de vignes, dont les raisins sont donnés à la coopérative locale. Aidé par son fils Gérard, Jean-Louis Descours décide rapidement d’y construire une cave et de replanter le vignoble pour élaborer « des vins de la plus haute qualité possible ». Il invite Jean-Jacques Coll, œnologue réputé de l’épauler dans cette tâche. Ainsi nait le premier millésime (1985) de Château La Verrerie.
À la mort prématurée de Jean-Jacques Coll, Olivier Adnot, entrée aux côtés de Jean-Jacques Coll en 2006, lui succède. Olivier développe le domaine passant à 54 ha et replante le vignoble, adaptant les cépages aux différents terroirs et expositions. Il entreprend la conversion du domaine à l’agriculture biologique en 2009.
En 2014, Château La Verrerie a célébré les 30 ans de son premier millésime (1985). Il est l’un des seuls domaines de l’appellation à avoir 30 années de millésimes.
En 2016, Château La Verrerie lance une nouvelle cuvée, Grand Deffand Rosé.
Château La Verrerie est la propriété d’EPI (également propriétaire des champagnes Piper-Heidsieck, Charles Heidsieck, Bonpoint et J.M. Weston…), groupe dirigé par Christopher Descours.

## Cuvées
Le vignoble de Château La Verrerie est géographiquement rattaché au Vignoble de la vallée du Rhône et situé à la frontière de la Provence : cela permet au Château d’assembler des vins rouges s’inspirant de la partie septentrionale de la vallée du Rhône et des rosés à la veine provençale.
Grand Deffand, la cuvée de prestige du domaine 100% syrah est tirée en quantité très limitée. Grand Deffand Rosé existe aussi depuis 2016. Le cœur de la gamme est composée des cuvées Château La Verrerie Rouge (grenache noir, syrah), Château La Verrerie Rosé (grenache, syrah, cinsault et carignan) et Château La Verrerie Blanc (roussanne, grenache blanc, clairette et bourboulenc). Esprit Bastide Rouge et Esprit Bastide Viognier complètent la gamme avec ces vins plutôt d’apéritifs.

## Récompenses
La cuvée Grand Deffand remporte deux fois une médaille d’or au concours des meilleures syrah du monde.

## Dirigeants
Valentine Tardieu-Vitali est directrice et oenologue depuis 2018.

## Chiffres clés
Le domaine contient 56 ha de vignes et 7,5 ha d’olivier. 250 000 bouteilles de vin par an et 10 000 bouteilles d’huiles d’Olive y sont produites.